# 크림 소비에트 사회주의 공화국
크림 소비에트 사회주의 공화국(러시아어: Крымская Социалистическая Советская Республика 크름스카야 소치알리스티체스카야 소베트스카야 레스푸블리카[*])은 1919년에 크림반도에 존재했던 사회주의 공화국이다.
1918년 3월 볼셰비키가 크림반도를 침공하면서 타브리다 소비에트 사회주의 공화국을 수립했지만 얼마 지나지 않아서 소멸되고 만다. 1919년 4월 볼셰비키가 크림반도를 탈환하면서 크림 소비에트 사회주의 공화국이 수립되었고 블라디미르 레닌의 동생인 드미트리 일리치 울리야노프가 정부 수반을 역임했다.
크림 소비에트 사회주의 공화국은 모든 민족의 평등을 주장했으며 산업의 국유화, 지주·부농·교회가 소유하고 있던 토지의 무상 몰수 정책을 시행했다. 러시아 내전이 진행 중이던 1919년 6월에 러시아 백군이 크림반도를 침공하면서 소멸되었다.

## 같이 보기
- 크림반도의 역사
- 러시아 내전
- 분류:러시아 제국의 후신 국가